# Menda Sakae
Menda Sakae (免田 栄 Menda Sakae, Miễn Điền Vinh) (sinh ngày 4 tháng 11 năm 1925) là một người đàn ông Nhật Bản, người đã bị kết tội giết người 2 lần, nhưng đã được tái thẩm và miễn tội năm 1983. Đây là lần đầu tiên trong lịch sử Nhật Bản người đã bị kết tội chết và được miễn sau khi tái thẩm. Hiện ông là một nhân vật chủ chốt tại Nhật Bản cho phong trào bãi bỏ án tử hình.

## Thời gian bị giam
Menda bị giam riêng tại Trung tâm giam giữ Fukuoka. Ông được ở trong một nhà tù không mấy sửa và được theo dõi thường xuyên.
Theo luật hình sự Nhật 1907, tử tù, trừ khi họ được tham gia vào việc kháng cáo hợp pháp, có thể được đưa ra để thực hiện tại Gallows bất cứ lúc nào, với thông báo rất ít. Xử tử ở Nhật Bản thường được tổ chức bí mật, và tù nhân được hoặc không cảnh báo về việc họ bị xử tử, họ chỉ được thông báo vào sáng ngày việc xử tử đa thực hiện. Gia đình của họ được thông báo sau đó để họ có thể thu thập xác chết cho hỏa táng.
Trong tù, Menda đổi sang Thiên chúa giáo và bắt đầu đọc Kinh Thánh và dịch sách.

## Tái thẩm
Menda gửi sáu kiến nghị tái thẩm mặc dù lúc đầu ông đã không được tiếp cận với một luật sư. Tòa án Quận Fukuoka quyết định tái thẩm vụ án năm 1979.
Việc tái thẩm bắt đầu vào ngày 27 Tháng Chín 1979. Việc cho phép tái thẩm hồ sơ vắng mặt chứng minh rằng tuyên bố từ một nhân chứng nói rằng ông đã bị ép buộc nhận tội.
Ngày 15 Tháng Bảy năm 1983, sau khi 80 thẩm phán đã được tham gia, tòa án chuyển giao bản án, xóa án là dựa trên xác định rằng ông đã bị ép buộc nhận tội trước truy tố viên trước khi luật sư bào chữa của Menda có mặt. Các tòa án công nhận rằng cảnh sát đã che giấu các hồ sơ trước khi ông bị ép nhận tội, và cảnh sát không có gì để chứng minh ông có mặt tại hiện trường lúc xảy ra án mạng. Menda đã được tại ngoại sau 34 năm - ở tuổi 54. Ông là người đầu tiên trong lịch sử của Nhật Bản được thả ra sau khi bị cáo buộc tội chết.

## Cuộc sống sau khi ra tù
Chính phủ Nhật đã cấp cho Menda 7.000 Yen cho mỗi ngày ông ở trong tù - tổng cổng 87 triệu Yen. Ông đã tặng một nửa số đó để một nhóm vận động để bãi bỏ án tử hình. Kể từ đó, Menda trở thành một trong những người hàng đầu trên thế giới vận động để bãi bỏ án tử hình. Năm 2007, Ông đến Paris để nói tại Đại hội thế giới để bãi bỏ án tử hình.